# Lithocarpus concentricus
Lithocarpus concentricus är en bokväxtart som först beskrevs av João de Loureiro, och fick sitt nu gällande namn av Karl Jesper Hjelmquis. Lithocarpus concentricus ingår i släktet Lithocarpus och familjen bokväxter. Inga underarter finns listade.